# Ledören (vid Pjelax, Närpes)
Ledören är en ö i Finland. Den ligger i Bottenhavet och i kommunen Närpes i den ekonomiska regionen  Sydösterbotten i landskapet Österbotten, i den västra delen av landet. Ön ligger omkring 84 kilometer söder om Vasa och omkring 310 kilometer nordväst om Helsingfors.
Öns area är 4,8 hektar och dess största längd är 430 meter i nord-sydlig riktning. I omgivningarna runt Ledören växer i huvudsak blandskog.